# BBCode
BBCode (аббр. от англ. bulletin board code) — язык разметки, используемый для форматирования сообщений на многих электронных досках объявлений (BBS) и форумах. Для форматирования текста используются теги, подобные тегам HTML, но, в отличие от них, заключённые в квадратные скобки («[» и «]»). Перед отображением страницы программа (движок) форума производит разбор текста и преобразование его в код веб-страницы.
BBCode был создан в 1998 году для движка досок объявлений Ultimate Bulletin Board (UBB), написанного на языке Perl. В 2000 году поддержка BBCode была добавлена в движок для форумов phpBB, написанный на языке PHP.
BBCode был придуман с целью предоставить более простой, безопасный и ограниченный по сравнению с HTML способ форматирования сообщений. Первоначально многие BBS позволяли пользователям использовать HTML-разметку, что могло приводить к побочным эффектам, таким как искажение разметки на странице, запуск JavaScript-сценариев (иногда в целях вандализма). Некоторые реализации BBCode, использующие упрощённые методы трансляции в HTML, также могут испытывать проблемы с безопасностью.
Хотя основные теги BBCode мало отличаются в большинстве интернет-форумов, существует большое количество вариаций. Некоторые реализации чувствительны к регистру символов внутри тегов, другие позволяют подсвечивать текст HTML, PHP, SQL и других языков разметки и программирования при помощи специальных тегов.

## Теги BBCode
В следующей таблице перечислены теги BBCode, используемые на большинстве современных форумов, а также эквивалентный HTML-код. Стоит заметить, что с помощью CSS внешний вид HTML может быть изменён и может различаться на разных сайтах. На многих форумах опубликован список часто задаваемых вопросов и ответов с описанием применяемой реализации BBCode.
| Описание                                    | Код на BBCode | Код на HTML | Результат |
| ------------------------------------------- | --- | --- | --- |
| Рисование текста полужирным шрифтом         | [b]Текст[/b] | <b>Текст</b>, <strong>Текст</strong> или <span style="font-weight: bold;">Текст</span> Рекомендуется использовать тег <strong>.                                                          | Текст |
| Рисование текста курсивным шрифтом          | [i]Текст[/i] | <i>Текст</i>, <em>Текст</em> или <span style="font-style: italic;">Текст</span> Рекомендуется использовать тег <em>.                                                                     | Текст |
| Рисование подчёркнутого текста              | [u]Текст[/u] | <u>Текст</u>, <ins>Текст</ins> или <span style="text-decoration: underline;">Текст</span> Рекомендуется использовать тег <span>.                                                         | Текст |
| Рисование зачёркнутого текста               | [s]Текст[/s] | <s>Текст</s>, <del>Текст</del> или <span style="text-decoration: line-through;">Текст</span> Рекомендуется использовать тег <del>.                                                       | Текст |
| Применение нескольких тегов                 | [s][u][b][i]Текст[/i][/b][/u][/s] | <s><u><b><i>Текст</i></b></u></s> | Текст |
| Вставка ссылки с видимым текстом            | [url=https://ru.wikipedia.org]Текст[/url] | <a href="https://ru.wikipedia.org">Текст</a> | Текст |
| Вставка ссылки с видимым URL (адресом)      | [url]https://ru.wikipedia.org[/url] [url=https://ru.wikipedia.org]https://ru.wikipedia.org[/url] | <a href="https://ru.wikipedia.org">https://ru.wikipedia.org</a> | https://ru.wikipedia.org                                                                                        |
| Вставка изображения                         | [img]https://upload.wikimedia.org/wikipedia/commons/8/80/Wikipedia-logo-v2.svg[/img] | <img src="https://upload.wikimedia.org/wikipedia/commons/8/80/Wikipedia-logo-v2.svg" alt="" /> Текст, записанный в атрибуте alt, отображается, если изображение недоступно.              | |
| Вставка ссылки в виде изображения           | [url=https://ru.wikipedia.org][img]https://upload.wikimedia.org/wikipedia/commons/8/80/Wikipedia-logo-v2.svg[/img][/url] | <a href="https://ru.wikipedia.org" ><img src="https://upload.wikimedia.org/wikipedia/commons/8/80/Wikipedia-logo-v2.svg" alt="" /></a>                                                   | |
| Вставка цитаты                              | [quote]Цитируемый текст[/quote] [quote="имя автора текста"]Цитируемый текст[/quote] | <blockquote><p>Цитируемый текст</p></blockquote> Может быть реализовано более изощрённым способом.                                                                                       | Цитата: Цитируемый текст                                                                                        |
| Рисование текста моноширинным шрифтом       | [code]Текст[/code] В движках часто реализована подсветка синтаксиса различных языков. | <pre>Текст</pre> или <code style="white-space: pre;">Текст</code> Рекомендуется использовать тег <code>.                                                                                 | Текст |
| Рисование текста шрифтом указанного размера | [size=15]Текст[/size] [size="15px"]Текст[/size] Размер (высоту) шрифта можно задать без единицы измерения (будут использоваться пиксели (px)), в пикселях (px), в пунктах (pt), относительно текущего размера (слова «small», «medium», «large» и др.) и др. (см. описание свойства CSS font-size). | <span style="font-size: 15px;">Текст</span> | Текст |
| Рисование текста указанным цветом           | [color=red]Текст[/color] [color="#ff0000"]Текст[/color] [style color=#ff0000]Текст[/style] Цвет текста можно задать по имени или по шестнадцатеричному коду (см. цвета HTML). Некоторые реализации позволяют записывать код цвета без символа «#». | <span style="color: #ff0000;">Текст</span> | Текст |
| Вставка смайлика или эмотикона              | :) [:-)] Существуют версии BBCode, которые позволяют не записывать символы «[» и «]». | <img src="smile.png" alt=":-)" /> | :-) |
| Вставка списка                              | [list] [*] Пункт 1. [*] Пункт 2. [*] Пункт 3. [/list] Некоторые реализации позволяют записывать «*» вместо «[*]». [list] * Пункт 1. * Пункт 2. * Пункт 3. [/list] Другие реализации поддерживают «[ul]» (англ. unordered list — неупорядоченный или маркированный список), «[ol]» (англ. ordered list — упорядоченный или нумерованный список) и «[li]» (англ. list item). Маркированный список. [ul] [li] Пункт 1. [/li] [li] Пункт 2. [/li] [li] Пункт 3. [/li] [/ul] Нумерованный список. [ol] [li] Пункт 1. [/li] [li] Пункт 2. [/li] [li] Пункт 3. [/li] [/ol] | Маркированный список. <ul> <li> Пункт 1. </li> <li> Пункт 2. </li> <li> Пункт 3. </li> </ul> Нумерованный список. <ol> <li> Пункт 1. </li> <li> Пункт 2. </li> <li> Пункт 3. </li> </ol> | Маркированный список. - Пункт 1. - Пункт 2. - Пункт 3. Нумерованный список. 1. Пункт 1. 2. Пункт 2. 3. Пункт 3. |
| Вставка таблицы                             | [table] [tr] [td] 1 [/td] [td] 2 [/td] [td] 3 [/td] [/tr] [tr] [td] 4 [/td] [td] 5 [/td] [td] 6 [/td] [/tr] [tr] [td] 7 [/td] [td] 8 [/td] [td] 9 [/td] [/tr] [/table] | <table> <tr> <td> 1 </td> <td> 2 </td> <td> 3 </td> </tr> <tr> <td> 4 </td> <td> 5 </td> <td> 6 </td> </tr> <tr> <td> 7 </td> <td> 8 </td> <td> 9 </td> </tr> </table>                   | \| 1 \| 2 \| 3 \| \| 4 \| 5 \| 6 \| \| 7 \| 8 \| 9 \|                                                           |
| 1                                           | 2 | 3 | |
| 4                                           | 5 | 6 | |
| 7                                           | 8 | 9 | |

### Онлайн-конвертеры
- Rich text (RTF) to BBCode онлайн-конвертер
- HTML to BBCode онлайн-конвертер
- Другой онлайн-конвертер, позволяет напрямую передавать URL
- WYSIWYG BBcode редактор на JavaScript, онлайн-конвертер